# Šípověnka trnková

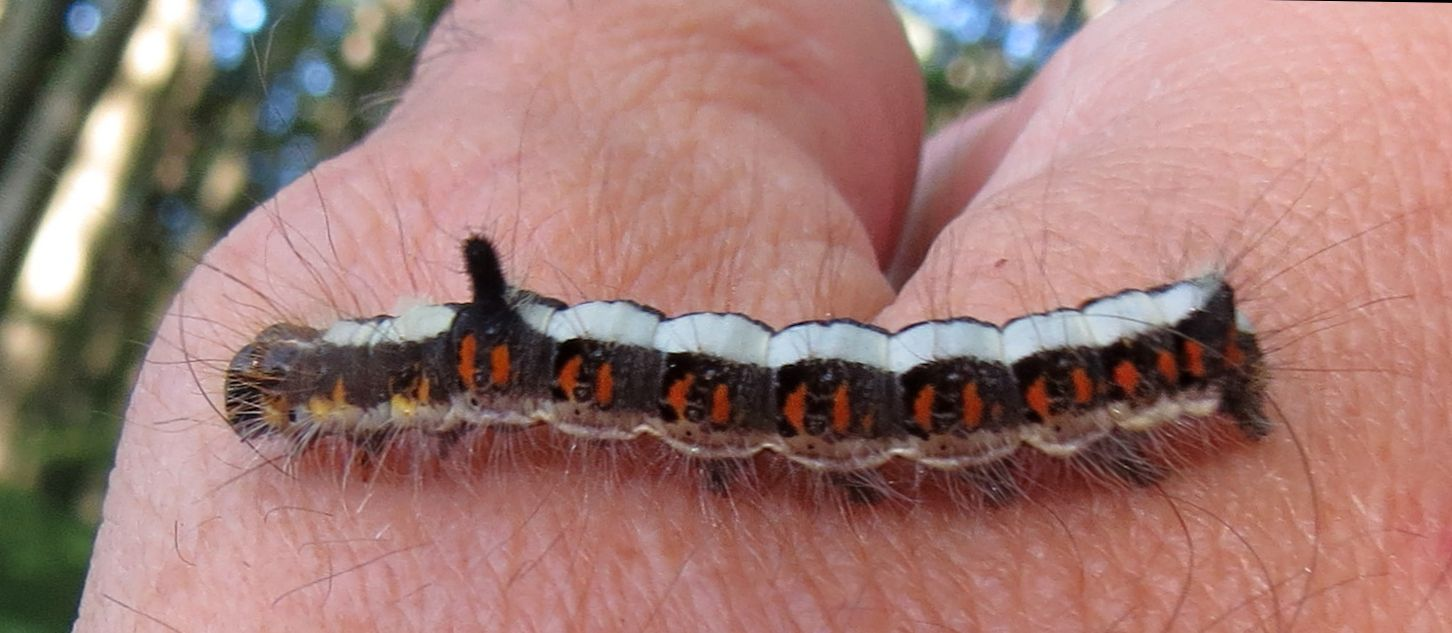
Larva

Šípověnka trnková (Acronicta psi) je motýl z čeledi můrovitých. Žije v Evropě, severní Africe, severním Íránu, v centru Asie, na Sibiři
a v Mongolsku. V oblasti Levanty žije v Libanonu a v Izraeli.
Rozpětí křídel má 34–45 mm.